# Orquesta Filarmónica de la UNAM
La Orquesta Filarmónica de la UNAM (OFUNAM) fundada en 1936, es el conjunto sinfónico más antiguo de la Ciudad de México. Tiene como sede la Sala Nezahualcóyotl en la UNAM. Fue la primera orquesta en México que presentó temporadas anuales de conciertos. Anualmente presenta un programa de música clásica de México.

## Historia
Antecedente de la OFUNAM fue en 1929 cuando, la recién lograda autonomía universitaria, un grupo de estudiantes y maestros formaron la Orquesta Sinfónica de la Facultad de Música, bajo la tutela del violinista español José Rocabruna y de José Francisco Vásquez.
Se reconoce la fundación oficial en 1936, aprobada por el gobierno de Lázaro Cárdenas, luego de la propuesta formal hecha por Salvador Azuela un año antes. El conjunto recibió el nombre de Orquesta Sinfónica de la Universidad, y dependía del Departamento de Acción Social de la universidad. Su primera presentación ya con este nombre y aprobación oficial, ocurrió el 15 de marzo de 1936 en el Parque Obrero de la delegación Venustiano Carranza, en la Ciudad de México. La sede de la orquesta fue el Anfiteatro Simón Bolívar de la entonces Escuela Nacional Preparatoria. y dirección de Rocabruna, y posteriormente José Francisco Vázquez.
De 1962 a 1966, Icilio Bredo tuvo a su cargo la dirección artística de la orquesta, cuya sede cambió al Auditorio Justo Sierra, de la Facultad de Filosofía y Letras con la construcción e inauguración de la Ciudad Universitaria. En 1966, la designación de un nuevo director artístico, Eduardo Mata, marcó el inicio de una nueva época. En 1972 la Orquesta Sinfónica de la Universidad recibió su actual nombre, Orquesta Filarmónica de la UNAM. Los conciertos de la orquesta en el Auditorio Justo Sierra y la labor de Mata en la dirección propiciaron entonces una relación más cercana con las y los universitarios y la agrupación orquestal. De igual manera Mata fue artífice del proyecto que derivaría en la construcción de la Sala Nezahualcóyotl, obra de Arcadio Artis e inspirada en la Berliner Philharmonie, sede de la Filarmónica de Berlín.
Héctor Quintanar fue nombrado director artístico en 1975. Al año siguiente, la orquesta se mudó a su actual sede, en donde Quintanar promovió la realización de conciertos didácticos y la serie de operas-concierto. Entre 1981 y 1984, el trabajo artístico del conjunto fue confiado a dos directores asociados: Enrique Diemecke y Eduardo Diazmuñoz. Entre 1985 y 1989, fungió como director artístico Jorge Velazco, quien sumó a su dirección actividades de investigación musicológica, dando a conocer partituras inéditas. De 1989 a 1993, la dirección artística estuvo a cargo de Jesús Medina. Ronald Zollman fue director artístico de 1994 a 2002 y trabajó a detalle la sección de cuerdas de la orquesta, e introdujo la interpretación de más autores contemporáneos. Zuohuang Chen tuvo el cargo de director musical de 2002 a 2006. Entre 2007 y 2010, Alun Francis fue director artístico, y de 2008 a 2011, Rodrigo Macías fue director asistente.
Para conmemorar los 200 años de la Independencia de México y los 100 de la Revolución y la fundación de la Universidad Nacional de México, la OFUNAM comisionó obras a los compositores mexicanos Eduardo Angulo, Federico Ibarra, Leonardo Coral, Arturo Márquez, Gabriela Ortiz y Jorge Torres, que fueron estrenadas en diversos conciertos a lo largo de 2010.
De 2012 a 2016, el director artístico de la OFUNAM fue Jan Latham-Koenig. A finales de 2016, el violinista italiano Massimo Quarta fue designado como director artístico para el periodo 2017-2019. Durante este periodo dirigirá 16 programas por año y en tres interpretará el violín como solista.

## Transición a la era digital
La Orquesta Filarmónica de la UNAM (OFUNAM) ha lanzado una aplicación de descarga gratuita, en sistemas iOS y Android, para que sus seguidores consulten su cartelera en línea, escuchen algunos podcast y fragmentos de conciertos, así como una fotogalería y el enlace a sus redes sociales. 
La app también incluye datos sobre la ubicación de sus taquillas, así como podcast históricos de conciertos realizados en la Sala Nezahualcóyotl, el trabajo de su mítico director, Eduardo Mata y algunas de las piezas conmemorativas que la agrupación interpretó en el año 2010.

## Biblioteca de la OFUNAM
La biblioteca de la agrupación se ubica en su sede, la Sala Nezahualcóyotl, y posee un estimado de 9000 partituras, las cuales son utilizadas por los integrantes de la agrupación.